# Dilophus aquilonia
Dilophus aquilonia är en tvåvingeart som beskrevs av Hardy och Takahashi 1960. Dilophus aquilonia ingår i släktet Dilophus och familjen hårmyggor. Inga underarter finns listade i Catalogue of Life.